# 大阪府道250号鳥取吉見泉佐野線
大阪府道250号鳥取吉見泉佐野線（おおさかふどう250ごう とっとりよしみいずみさのせん）は、大阪府阪南市から泉佐野市に至る一般府道である。

## 概要
阪南市貝掛（かいかけ）から泉佐野市松原1丁目に至る。
孝子越街道の一部区間にあたる。全体的に道幅は狭く、離合（すれ違い）の困難な箇所も一部にあるが、一方通行区間はない。片側1車線の広さとなる区間は、阪南市北部の約1 km程度しかない。交通量こそ少ないものの、緩いカーブが多く、見通しも悪いため、自動車での通行には十分に気をつけられたい道路である。

### 路線データ
- 起点：大阪府阪南市貝掛（貝掛交差点、和歌山県道・大阪府道752号和歌山阪南線交点）
- 終点：大阪府泉佐野市松原1丁目（松原1丁目交差点、大阪府道・和歌山県道63号泉佐野岩出線交点）
- 総延長：9.9 km

## 路線状況

### 通称
- 孝子越街道
- 浜街道

### 道路施設

#### 橋梁
- 小原橋（小原川、阪南市）
- 下波有手橋（佐智川、阪南市）
- 上波有手橋（池品川、阪南市）
- 菟砥橋（男里川、阪南市 - 泉南市）
- 蟹田橋（泉南市）
- 天神橋（泉南市）
- 江永橋（樫井川、泉南市 - 泉南郡田尻町）

## 地理

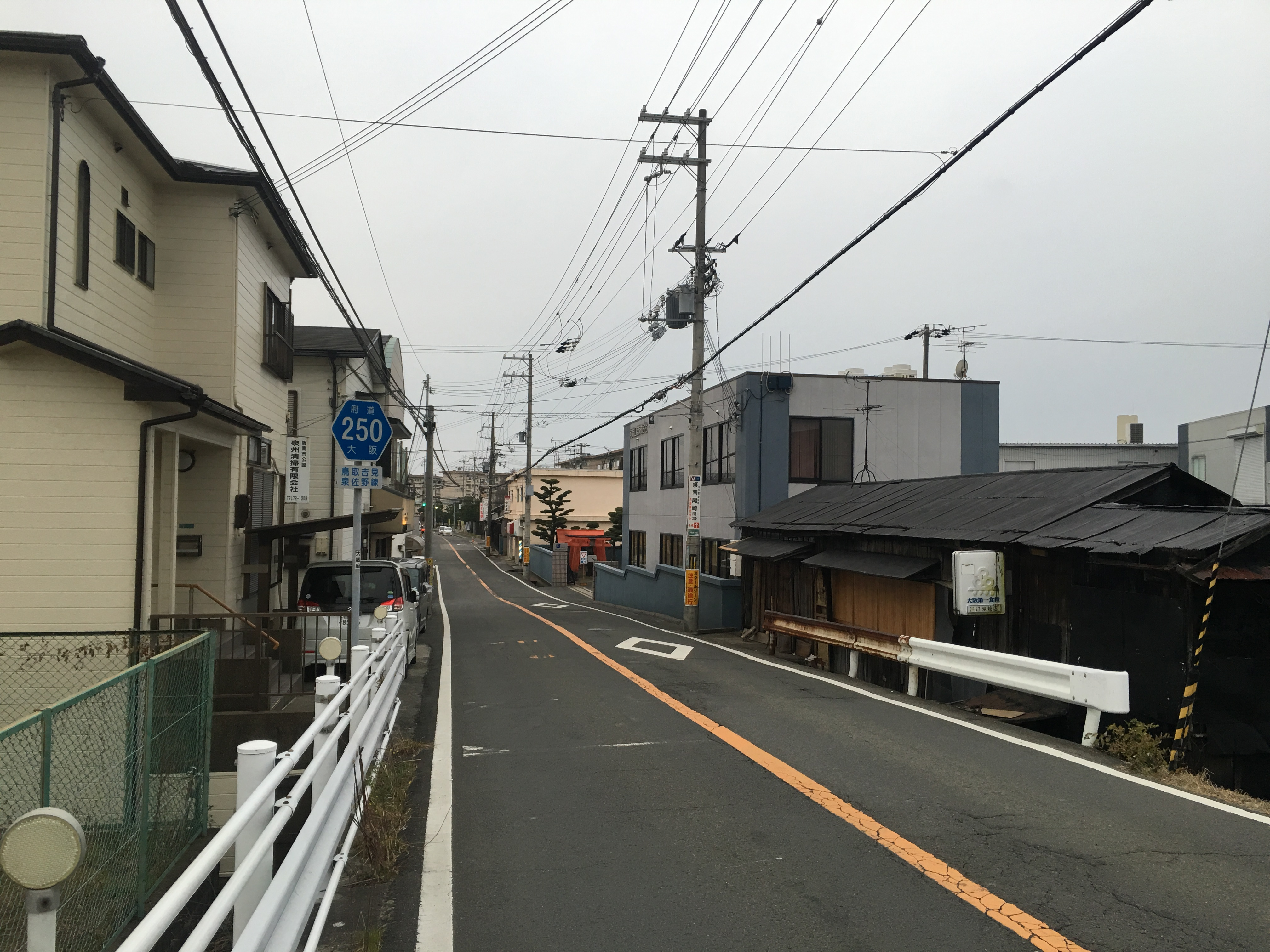
片側1車線区間。全線のうち阪南市北部のわずかな区間しかない
大阪府阪南市尾崎町八丁目

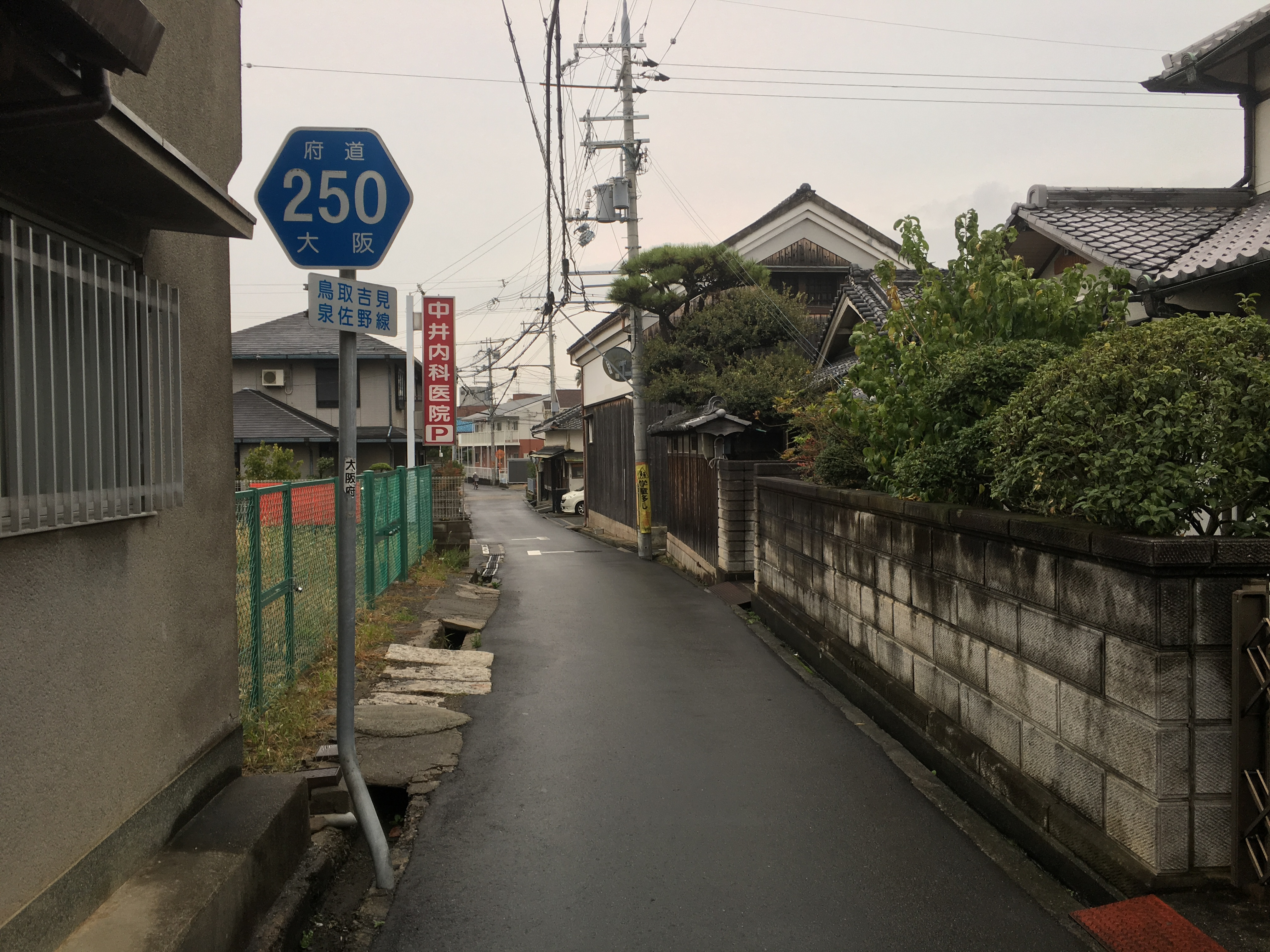
大阪府道250号鳥取吉見泉佐野線
大阪府泉南市岡田五丁目。
自動車同士の離合が困難な箇所の一つでもある

### 通過する自治体
- 大阪府
  - 阪南市 - 泉南市 - 泉南郡田尻町 - 泉佐野市

### 交差する道路
| 交差する道路                                                    | 市町村名 | 市町村名 | 交差する場所          | 交差する場所                 |
| --------------------------------------------------------------- | -------- | -------- | --------------------- | ---------------------------- |
| 和歌山県道・大阪府道752号和歌山阪南線                           | 阪南市   | 阪南市   | 貝掛（かいかけ）      | 貝掛交差点 / 起点            |
| 大阪府道258号尾崎停車場線                                       | 阪南市   | 阪南市   | 尾崎町1丁目           | 尾崎交差点                   |
| 大阪府道256号東鳥取南海線                                       | 泉南市   | 泉南市   | 男里（おのさと）6丁目 | 菟砥橋（うどばし）北詰交差点 |
| 大阪府道・和歌山県道63号泉佐野岩出線                            | 泉南市   | 泉南市   | 男里5丁目             |                              |
| 大阪府道255号樽井停車場樽井線                                   | 泉南市   | 泉南市   | 樽井6丁目             | 樽井駅前交差点               |
| 大阪府道253号岡田浦停車場線                                     | 泉南市   | 泉南市   | 岡田5丁目             |                              |
| 大阪府道251号新家田尻線                                         | 泉南郡   | 田尻町   | 吉見                  |                              |
| 大阪府道248号日根野羽倉崎線                                     | 泉佐野市 | 泉佐野市 | 羽倉崎3丁目           |                              |
| 大阪府道・和歌山県道63号泉佐野岩出線 大阪府道204号堺阪南線 重複 | 泉佐野市 | 泉佐野市 | 松原1丁目             | 松原1丁目交差点 / 終点       |

### 交差する鉄道
- 南海本線

### 沿線
- 三十三銀行 阪南支店
- 南海本線
  - 鳥取ノ荘駅 - 尾崎駅 - 樽井駅 - 岡田浦駅
- 阪南市立西鳥取小学校
- 阪南市立尾崎小学校
- 阪南市立尾崎中学校
- 阪南市立福島小学校
- 泉南自動車教習所
- 三井住友銀行 泉南支店
- 泉南郵便局
- イオンモールりんくう泉南
- 泉南市立西信達小学校
- 岡田浦漁港
- 田尻町立小学校
- 田尻町立中学校
- 愛らんどハウス田尻
- 田尻町立ふれ愛センター
- 田尻漁港
- 羽倉崎夷神社
- 泉佐野市立佐野中学校